# Alfred Larsen
Alfred Waldemar Garmann Larsen (Oslo, 24 novembre 1863 – 10 settembre 1950) è stato un velista norvegese.

## Palmarès

### Olimpiadi
- 1 medaglia:
  - 1 oro (Stoccolma 1912 nella classe 12 metri)